# San Juan, Sinaloa
San Juan är en ort i Mexiko.   Den ligger i kommunen San Ignacio och delstaten Sinaloa, i den centrala delen av landet, 900 km nordväst om huvudstaden Mexico City. San Juan ligger 278 meter över havet och antalet invånare är 516.
Terrängen runt San Juan är kuperad österut, men västerut är den platt. Runt San Juan är det mycket glesbefolkat, med 4 invånare per kvadratkilometer. Närmaste större samhälle är San Ignacio, 12,3 km nordväst om San Juan. I omgivningarna runt San Juan växer i huvudsak lövfällande lövskog.